# هدر فل
هدر فل (انگلیسی: Heather Fell؛ زادهٔ ۳ مارس ۱۹۸۳) از برندگان مدال‌های بازی‌های المپیک تابستانی ۲۰۰۸ اهل بریتانیا است.